# Ныхас
Ныхас или нихас (осет. ныхас — буквально «беседа, речь, разговор») — название места собраний, игравшее роль общественной самоорганизации осетинского общества. В нартском эпосе ныхас обозначает место общих собраний нартов.

## Описание
В общественной жизни осетин с древнейших времен нихас играл важную роль. Термин «ныхас» в буквальном смысле значит «разговор». «Дема ис мæн иу нихас» — говорит осетин другому, когда у него бывает какой-нибудь разговор с другим лицом. В каждом осетинском ауле имеется определенное место, обычно в центре аула, для сборища стариков, которое тоже называется «нихасом». Старики на «нихасе» сидели на больших камнях, которые от долгого употребления шлифовались и делались весьма гладкими. В сел. Лац Куртатинского ущелья имеется известный в Осетии нихас, на котором я видел каменные сидения стариков, которые от долгого употребления не только отшлифовались, но даже приняли форму человеческого таза. Можно с уверенностью сказать, что на этих камнях люди сидели сотни лет и что они являются немыми свидетелями событий, имеющих, быть может, большую давность.
На «нихасе» старики занимали место строго по старшинству. Если стать лицом к сидевшим на «нихасе» старикам, то самый старший, являвшийся председателем «нихаса», занимал второе с края место с левой руки. Сидевший с правой стороны старик, занимавший крайнее место, считался заместителем старшего. Все остальные старики занимали места строго по старшинству по левую сторону.
Кроме стариков на «нихасе» всегда бывало много молодых людей, не имевших права сидеть при старших, а потому чинно стоявших на левом конце «нихаса». Молодые люди с почтительным вниманием слушали рассказы стариков.
На «нихасе» люди собирались не только для обсуждения важных общественных вопросов, но для того, чтобы послушать новости дня или, как их называют по-осетински, «хабары». Обычно старики приходили на «нихас» с какими-либо работами по хозяйству: кто мял сафьян или кожу, кто плел из молодых прутьев сапетки или совки для веяния зерна, кто сшивал хозяйственные ремни или чинил сбрую, кто острым самодельным ножом делал из крепкой породы дерева красивую чашу для пива, кто просто сидел и внимательно слушал сказания стариков.
У молодых людей на «нихасе» были свои занятия и забавы. Типичными занятиями молодых осетин на «нихасе» были: мять кожу в кожемялке, брить друг другу головы самодельными ножами, состязаться в бросании двух- или трёхпудовых камней, играть в шашки. Игра в шашки осетинам была знакома с древних времён. Кое-какие отголоски о шашечной игре дошли до нас в народных преданиях осетин. В селении Лац Куртатинского ущелья, недалеко от селения, лежат большие шиферные глыбы, на которых заметны какие-то дыры, по заверениям осетин, служившие будто бы древним осетинам для игры в шашки.
«Нихас» в прошлом осетинской действительности представлял собою такую родовую организацию, в которой каждый пользовался правом голоса. Старший предоставлял право голоса и молодым людям, когда в этом была необходимость. Молодой человек, которому предоставлялось слово, выходил на середину «нихаса», чтобы его было видно и хорошо слышно всем старикам, и держал слово. Он говорил кратко и внятно по интересующему всех вопросу, после чего опять занимал свое место в ряду молодых людей. Надобно сказать, что молодые люди на «нихасе» учились у стариков ораторскому искусству, почтительному отношению к старшим, знакомились с нормами обычного права, с мировоззрением и нравственными понятиями своего народа. «Нихас» являлся своего рода «парламентом» родовой организации, в котором формировалось общественное мнение, обязательное для всех членов общества.
На «нихасе» обсуждались важнейшие вопросы общественной жизни данного общества. На «нихасе» обсуждались возникавшие с соседними обществами конфликты и принимались по ним определенные решения. Вопросы, связанные с примирением кровников, конфликты между родами и даже между отдельными членами рода — также выносились на «нихас».
По всем вопросам — внешним и внутренним — выносились решения в строгом соответствии с нормами обычного права осетин. Отсюда, чтобы не было нарушения обычаев, блюстители общественной нравственности, в лице старшего «нихаса» и стариков, принимавших участие в обсуждении вопросов, должны были в совершенстве знать народные обычаи. А чтобы решения «нихаса» были авторитетны и обязательны для каждого, старики были обличены всеобщим доверием, которое завоевывалось в обществе честностью, неподкупностью, красноречием и знанием жизни своего народа.
Бывали, однако, случаи неподчинения отдельных лиц решениям «нихаса». Такие случаи в осетинском обществе рассматривались как противопоставление себя всему обществу. Такие люди ставили себя вне всякого общества. Они бойкотировались всеми и им ничего не оставалось делать, как покинуть свой родной аул и переселиться в другое место. Из таких «опальных» людей, лишившихся покровительства и поддержки со стороны своего общества, рекрутировались известные среди горских народов абреки, добывавшие себе пропитание и средства к жизни грабежами и убийствами, а потому поставившие себя своим преступным поведением вне горских обычаев.

## Нартский эпос
На нарсткий ныхас собирались нарты для принятия важных решений. Ныхас мог собираться как на открытых площадях так и в закрытом помещении. На нартский ныхас приходили только мужчины. В нартском эпосе на ныхас приходила также и нартская молодёжь, которая имела право голоса. На ныхасе устанавливались правила взаимоотношений между нартскими родами Алагата, Ахсартагката и Бората. Неотъемлемой частью нартского ныхаса был Камень забвения горя, на котором сидел нартский герой Урузмаг, убивший своего сына.

## Осетинское общество
В традиционном осетинском сообществе ныхас играл роль своеобразного народного форума, исполняя определённые социальные функции общественной самоорганизации. На ныхас собирались взрослые мужчины осетинского селения, чтобы решать вопросы общего жительства. Ныхас регулировал общественную жизнь, организовывал совместное проведение свободного времени. Ныхас также играл роль воспитания молодёжи и усвоения ею определённых правил поведения Ирон агдаутта (Ирон агъдаутта — осетинское право).
В более широком значении ныхасом становилось место проведения совместных общих праздников.
В настоящее время существует осетинское общественное движение Стыр Ныхас.

## Источник
- Дзадзиев А. Б., Дзуцев Х. В., Караев С. М. Этнография и мифология осетин. Краткий словарь. — Владикавказ, 1994. — С. 110. — ISBN 5-7534-0537-1.
- Кокиев Г. А. Нормы осетинской морали // Проблемы этнографии осетин. — Орджоникидзе: Ир, 1989. — С. 51—53.
- Туаллагов А. А. К истории ныхаса // Вестник ВНЦ. — 2022. — Т. 22, № 1. — С. 14—16. — doi:10.46698/VNC.2022.98.11.001.
- Чиковани Г. Д. Осетинский ныхас // Кавказский этнографический сборник. — Тбилиси: Мецниереба, 1979. — Т. V, вып. 2. — С. 29–107.